# 今井秀明
今井 秀明（いまい ひであき、1952年12月25日 - ）は、日本の建築家。今井建築設計事務所代表。
日本大学生産工学部建築工学科非常勤講師（1987 - 1998）。日本学術院（1988 - 1990）。京都府生まれ。

## 略歴
日本大学生産工学部から同大学院を経て、丹下健三・都市・建築設計研究所、シビックデザイン研究所、槇総合計画事務所、神谷・荘司計画設計事務所、大学院終了後、香山アトリエ・環境造形研究所（現 香山壽夫建築研究所）に勤務、日本大学大学院生産工学研究科博士前期課程修了。伊藤喜三郎建築研究所部外デザイナーとして協力。

## 受賞歴
ホテルサンガーデンららぽーとで、1986年BCS賞。龍華荘イトウスタジオで、1988年第13回日本建築士事務所協会全国大会大会会長賞、1989年新建築賞新人賞16選、サロン・ドートンヌ展招待。寒川ミュージアム収蔵庫で、1993年サロン・ドートンヌ展入選。京都山端郵便局で、1999年第24回建築士事務所全国大会奨励賞。

## メディア出演
2010年、朝日放送製作、テレビ朝日系リフォーム番組「大改造!!劇的ビフォーアフター」に、「匠・住まいのヘルストレーナー」として出演。担当した物件である「台所が勝手口の外にある家」は、「夏休み2時間スペシャル」として放送された。

## 主な作品
- 修士論文「歴史的環境における開発的保存について」を建築家・神谷宏治、建築歴史家・山口廣のもとでまとめる。ここでは歴史建造物に対し、凍結保存・部分保存・開発的保存・資料保存のカテゴリーを設け、特に部分保存を含め、より生活をともにしながら未来に向かう開発的保存を提唱。それを建築家・香山壽夫のもとで東京大学の総合資料館、経済学部、地震研究所モニュメントの設計で実践する。
- 龍華荘イトウスタジオ
- 町田市神慈秀明会さがみ教会
- 小金井市こむぎ保育園
- 小田原市三寶寺「邪宗門ギャラリー」
- 熱海ゴルフ倶楽部リゾート＆スパホテル
- 集合住宅アーキテラス・イマイ　コンバージョン
- 京都・大本山 狸谷不動院信徒会館+本殿
- 和歌山県田辺市Ｓ ミュージアム収蔵庫
- 台所が勝手口の外にある家（2010年）[1]
- 中国・深圳市高層集合住宅開発マスタープラン、基本設計
- 白馬コンドミアム計画
- 京都・東京海上日動サミエル「ヒルデモア」介護対応型リゾート住宅
- 神奈川県・東京海上日動サミエル「ヒルデモア」介護対応住宅（たまプラーザ、こどもの国、江田）
- 東京都・東京海上日動サミュエル「ヒルデモア」介護対応住宅（駒沢公園）
- 山梨県身障者介護施設
- 京都西山短期大学
- インドネシア・バンドン市ウィルス・癌専門病院基本計画
- マレーシア・コタキナバル・サバスポーツコンプレックス基本設計（槇　文彦・槇総合計画事務所）
- ホテルサンガーデンららぽーと（香山壽夫・香山アトリエ/環境造形研究所・現・香山壽夫建築研究所）
- 東京大学総合資料館　（香山壽夫・香山アトリエ/環境造形研究所・現香山壽夫建築研究所）
- 東京大学経済学部増築（香山壽夫・香山アトリエ/環境造形研究所・現/香山壽夫建築研究所）
- 東京大学地震研究所モニュメント（香山壽夫・香山アトリエ/環境造形研究所・現/香山壽夫建築研究所）
- 相模女子大学７号館（香山壽夫・香山アトリエ/環境造形研究所・現香山壽夫建築研究所
- 沖縄海洋博覧会・科学技術クラスターアメリカ館（神谷宏治・神谷・庄司計画設計事務所）
- 川崎市民プラザ（神谷宏治・神谷・庄司計画設計事務所）
- 筑波科学万国博覧会第一次基本構想・マスタープラン（建設省・博覧会協会）（香山壽夫,アトリエ/環境造形研究所・現/香山壽夫建築研究所）
- サウジアラビア競技場計画（松下一之・シビックデザイン研究所）
- ドバイ市庁舎（松下一之・シビックデザイン研究所）
- 箱根HK荘旅館　（伊藤喜三郎建築研究所）